# Almutie

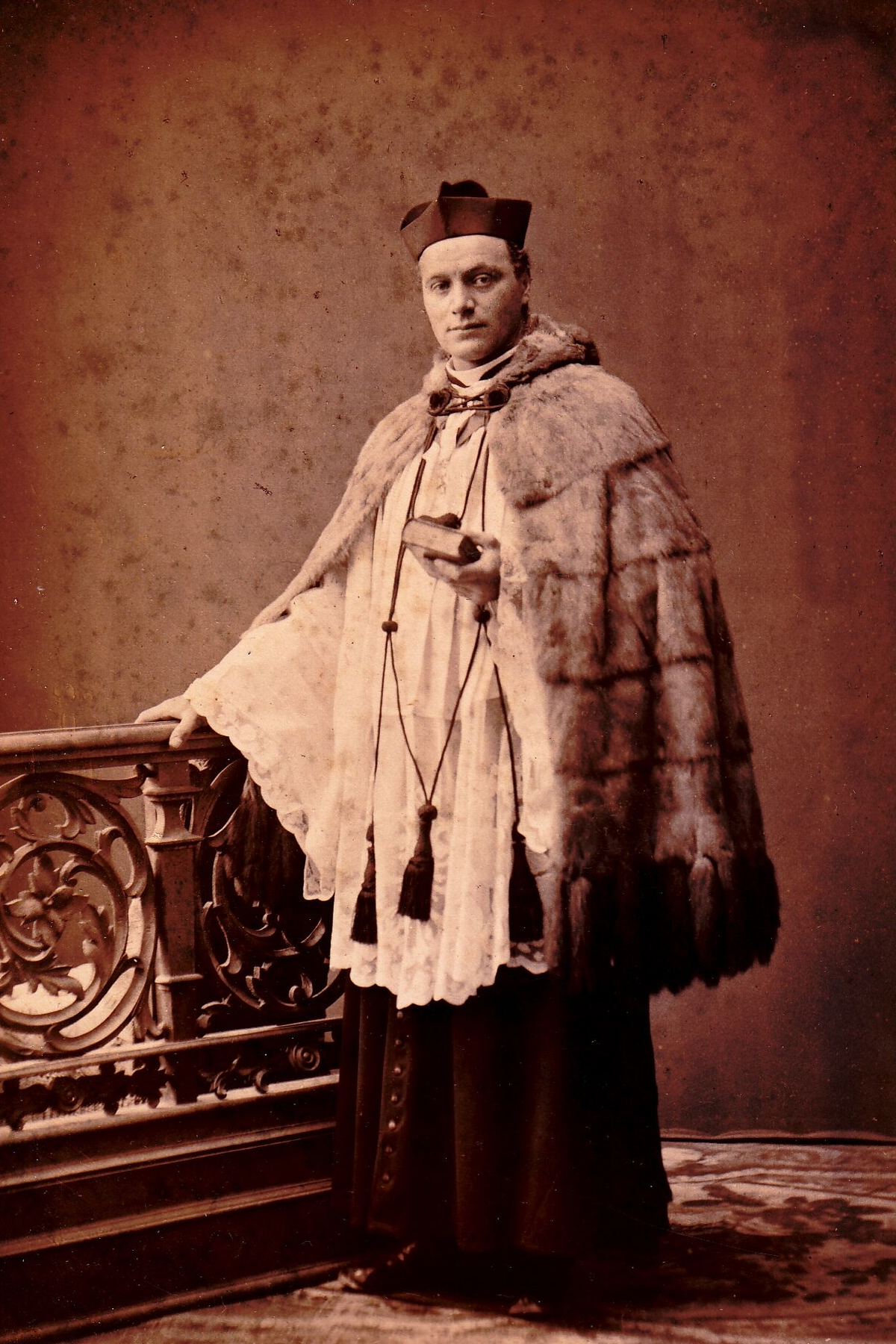
1512 erlaubte Papst Julius II. den Freiburgern die Errichtung eines Kapitels mit 12 Chorherren, die berechtigt waren, eine Almutia zu tragen (hier aus Eichhörnchenfellen mit Fehschweifen, um 1900).

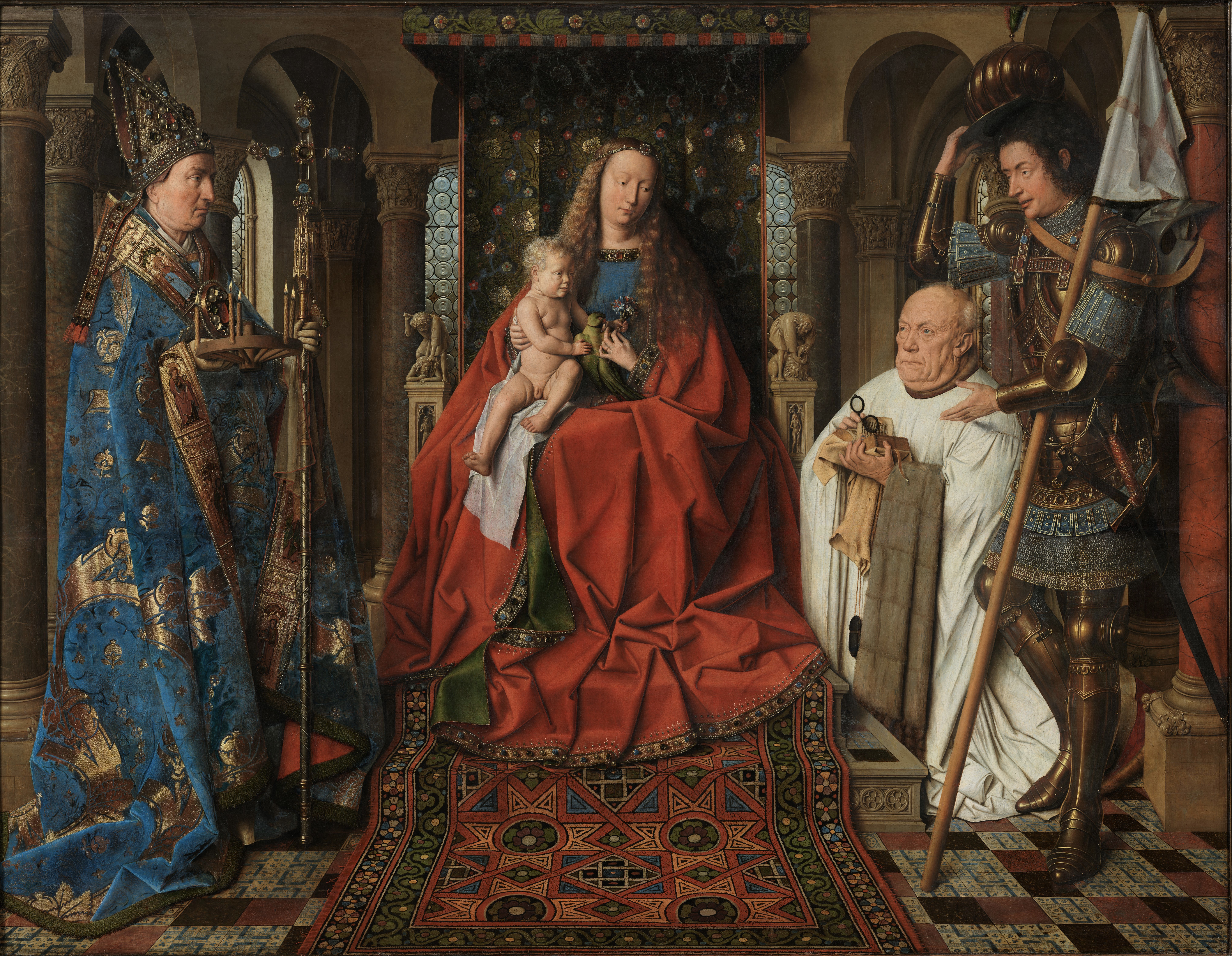
Jan van Eyck: Madonna des Kanonikus Joris van der Paele, 1436. Wie häufig dargestellt trägt der Stiftsherr auch hier die (Fehrücken-)Almutia als Standeszeichen über dem Arm.

Die Almutie (lateinisch almutia, almutium oder armucia) gehörte zur Chorkleidung der Stiftsherren und Stiftsbenefiziaten. Es handelt sich um einen Schulterkragen, der vorne offen oder rundum geschlossen sein kann. Der Saum kann mit textilen Troddeln oder mit Fellschweifen verziert sein.
Im Arabischen bezeichnet al-mustaka einen Pelzmantel mit langen Ärmeln. Im 12. Jahrhundert ist die Almutie erstmals in Frankreich, dann auch bald in Deutschland häufig nachweisbar, vor allem auf Bildnisgrabplatten. Damals verstand man unter der Almutia eine Kopfbedeckung (vgl. dt. Mütze), die bis über die Ohren reicht, bzw. eine Kapuze, die bis über den Rücken hinab verlängert ist. Erst im späten Mittelalter entwickelte sich die auf den Kragen reduzierte Form.
Eva Nienholdt schrieb 1958, dass „Pelz auch bei der klerikalen Tracht nicht fehlt“:

„Augenfällig in Erscheinung tritt Pelz vor allem bei der ‚Almucia‘, die heute kaum noch getragen wird. Sie ist der aus ‚Pelz bestehende Schulterumhang‘ des Chorherren, der uns auf Kanonikergrabtafeln des späten Mittelalters immer wieder begegnet mit dem typischen ‚Besatz von Schwänzchen‘ am unteren Saum. Diese Spätform ist das Endprodukt ihrer Entwicklung. Ursprünglich war die Almucia, die im 12. Jahrhundert zum erstenmal erwähnt wird, eine Kapuze, die meist aus mit ‚Stoff abgefüttertem Lammfell‘ bestand, während zu den ‚Troddeln die Schwanzspitzen kleiner Tiere‘ herhalten mußten.“

Ferner schrieb Nienholdt:

„Zog der Stiftsherr die Almucia nicht über, dann hängte er sie wenigstens als ein ihm zustehendes Abzeichen über den linken Arm, wie wir es z. B. auf dem Bilde des Jan van Eyck, die Madonna des Kanonikus van der Paele (1436, Brügge, Mus.) sehen [siehe auf dem Bild rechts]. Bei Ordensgeistlichen wurde auch das Pelzwerk der Almucia den vorgeschriebenen Farben angepaßt, bestand also aus ‚weißem oder schwarzem bzw. schwarz gefärbtem Lammfell‘. Auch ‚Hermelin‘ fehlt nicht als Futter.
 (Bei den Chorherren von St. Johann von den Weinbergen in Soissons, Wietz Band 1, Taf. 22)“

Im Mittelalter zum Schultermantel geworden, war die Almutia oft aus sogenanntem Grauwerk gearbeitet, das sind die Rückenfelle insbesondere von russischen Eichhörnchen (siehe Foto und Gemälde rechts). Die Ordensgeistlichen der Kongregation von St. Waast in Arras (1569) trugen eine bis auf die Füße hinabreichende Almutia in der Art einer Stola aus schwarzem Pelz.

Mittelalterliche Almutien
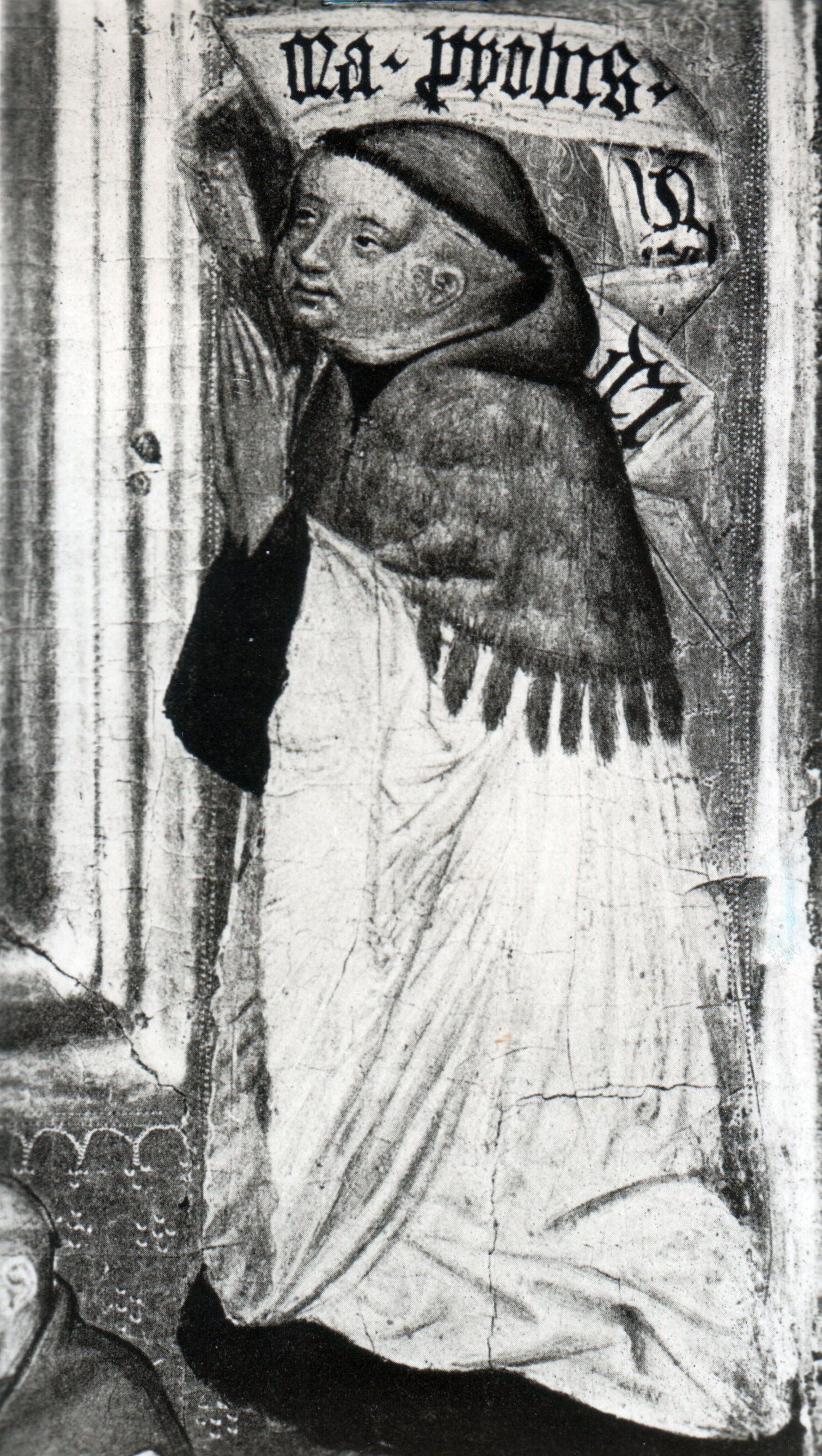
Ausschnitt aus: Hohenfurther Madonna (Stiftskirche Hohenfurth, um 1380)
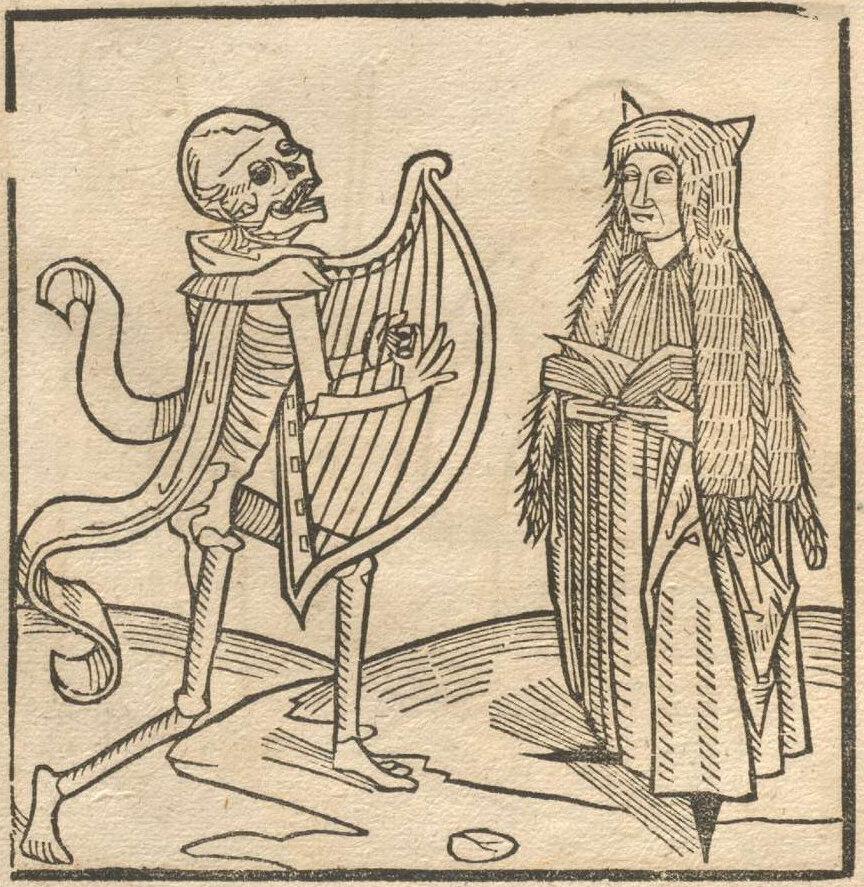
Domherr mit Almutie „bis über die Ohren“ (um 1500)